# 中华美食频道
中华美食频道(英語：China Food TV)，是青岛电视台的旗下全国性付费电视频道，於2005年开播，由青岛广电中视文化有限公司摄制和制作。
中华美食频道赞助「柏林亚太周」(德語：Asien-Pazifik-Wochen)期間的「中秋美食节」和「中德美食对话」活動
该频道于2025年4月1日停播。

## 美洲中华美食频道
美洲中华美食频道(英語：China Food TV USA)是中华美食频道的国际版，于2011年2月1日起开播，现已在纽约（時代華納有线）、萨克拉门托（KBTV）、旧金山（KMTP 32.2頻道）和洛杉矶（KNLA 20.3频道）等地落地。目前，美洲版于上述地区停播，停播时间未明。